# Хатчинс, Росс
Росс Дэн Хатчинс (англ. Ross Dan Hutchins; родился 22 февраля 1985 года в Уимблдоне, Великобритания) — британский профессиональный теннисист; полуфиналист одного турнира Большого шлема в миксте (Открытый чемпионат США-2014); победитель пяти турниров ATP в парном разряде.

## Общая информация
Росс — один из четырёх детей Пола и Шали Хатчинсов; его брата зовут Блэйк, а сестёр — Роми и Лорен.
Росс — потомственный теннисист, его отец — в 1960-е годы играл за сборную страны, а позже работал теннисным тренером, возглавлял команду Великобритании в Кубке Дэвиса. Профиль его работы не мог не сказаться на жизни его детей и все они, со временем, стали играть в теннис. Росс в теннисе с шести лет. Любимое покрытие — хард.

## Спортивная карьера
Профессиональную карьеру начал в 2002 году. В 2007 году впервые вышел в финал турнира серии ATP в мужском парном разряде вместе с Джошуа Гудоллом в Ноттингеме, где они уступили Эрику Бутораку и Джейми Маррею 6-4, 3-6, [5-10]. В 2008 в паре с австралийцем Стивеном Хассом выигрывает первый титул ATP на турнире в Пекине. В решающем матче ими были обыграны австралиец Эшли Фишер и американец Бобби Рейнолдс со счетом 7-5, 6-4. Вместе с Стивеном Хассом ему удается в октябре 2008 года попасть в финал ещё на двух турнирах в Москве и Лионе, где они уступают своим соперникам. В 2009 году в паре с другим австралийским теннисистом Джорданом Керром доходит до финала в Токио. В январе 2010 года попадает в финал в Сиднее, а в феврале в Мемфисе. Воссоединившись в пару со Стивеном Хассом в октябре 2010 года выигрывает второй для себя титул ATP, переиграв финале турнира в Монпелье Марка Лопеса и Эдуардо Шванка 6-2, 4-6, [10-7].

## Рейтинг на конец года
| Год  | Одиночный рейтинг | Парный рейтинг |
| 2014 |                   | 145            |
| 2012 |                   | 28             |
| 2011 |                   | 43             |
| 2010 |                   | 51             |
| 2009 | 868               | 50             |
| 2008 |                   | 44             |
| 2007 |                   | 92             |
| 2006 | 703               | 153            |
| 2005 | 678               | 272            |
| 2004 | 767               | 1 210          |
| 2003 | 1 001             | 1 698          |
| 2002 | 1 127             | 1 257          |

## Выступления на турнирах

### Финалы турнировATPв парном разряде (14)

#### Победы (5)
| Легенда                    |
| -------------------------- |
| Турниры Большого шлема (0) |
| Кубок Masters (0)          |
| ATP Masters (0)            |
| ATP International Gold (0) |
| ATP International (0+5)    |

| Титулы по покрытиям | Титулы по месту проведения матчей турнира |
| ------------------- | ----------------------------------------- |
| Хард (0+4)          | Зал (0+2)                                 |
| Грунт (0)           | Зал (0+2)                                 |
| Трава (0+1)         | Открытый воздух (0+3)                     |
| Ковёр (0)           | Открытый воздух (0+3)                     |

| №  | Дата             | Турнир                  | Покрытие | Партнёр       | Соперники в финале               | Счёт              |
| 1. | 22 сентября 2008 | Пекин, Китай            | Хард     | Стивен Хасс   | Эшли Фишер Бобби Рейнолдс        | 7-5 6-4           |
| 2. | 25 октября 2010  | Монпелье, Франция       | Хард(i)  | Стивен Хасс   | Марк Лопес Эдуардо Шванк         | 6-2 4-6 [10-7]    |
| 3. | 30 октября 2011  | Санкт-Петербург, Россия | Хард(i)  | Колин Флеминг | Михаил Елгин Александр Кудрявцев | 6-3 6-7(5) [10-8] |
| 4. | 4 марта 2012     | Делрей-Бич, США         | Хард     | Колин Флеминг | Михал Мертиняк Андре Са          | 2-6 6-7(5) [15-3] |
| 5. | 22 июня 2012     | Истборн, Великобритания | Трава    | Колин Флеминг | Джейми Дельгадо Кен Скупски      | 6-4 6-3           |

#### Поражения (9)
| №  | Дата             | Турнир                    | Покрытие | Партнёр       | Соперники в финале               | Счёт              |
| 1. | 23 июня 2007     | Ноттингем, Великобритания | Трава    | Джошуа Гудолл | Эрик Буторак Джейми Маррей       | 6-4 3-6 [5-10]    |
| 2. | 6 октября 2008   | Москва, Россия            | Ковер(i) | Стивен Хасс   | Сергей Стаховский Потито Стараче | 6-7(4) 6-2 [6-10] |
| 3. | 20 октября 2008  | Лион, Франция             | Ковер(i) | Стивен Хасс   | Микаэль Льодра Энди Рам          | 3-6 7-5 [8-10]    |
| 4. | 5 октября 2009   | Токио, Япония             | Хард     | Джордан Керр  | Юлиан Ноул Юрген Мельцер         | 2-6 7-5 [8-10]    |
| 5. | 11 января 2010   | Сидней, Австралия         | Хард     | Джордан Керр  | Даниэль Нестор Ненад Зимонич     | 3-6 6-7(5)        |
| 6. | 15 февраля 2010  | Мемфис, США               | Хард(i)  | Джордан Керр  | Джон Изнер Сэм Куэрри            | 4-6 4-6           |
| 7. | 15 июля 2012     | Ньюпорт, США              | Трава    | Колин Флеминг | Сантьяго Гонсалес Скотт Липски   | 6-7(3) 3-6        |
| 8. | 30 сентября 2012 | Куала-Лумпур, Малайзия    | Хард(i)  | Колин Флеминг | Александр Пейя Бруно Соарес      | 7-5 5-7 [7-10]    |
| 9. | 4 мая 2014       | Мюнхен, Германия          | Грунт    | Колин Флеминг | Джейми Маррей Джон Пирс          | 4-6 2-6           |